# Puente del Velero
El Puente del Velero es un puente para vehículos y peatones, ubicado en la ciudad de Guayaquil (Ecuador) que cruza el Estero Salado y comunica la Av. Aguirre con la Av. Barcelona. 

## Historia
En el año 1998, se inauguró el puente sobre el Estero Salado, prolongación de la calle Aguirre, y la Avenida Marginal del Salado (hoy Avenida Barcelona), conocido como “El Velero”, obra diseñada por CPR Asociados C. Ltda.; llegó a representar un hito en la estética urbana de Guayaquil, destacándose como “El Puente más bonito del país”.
El 27 de julio de 2005 fue la fecha en que Guayaquil inauguró el nuevo Puente. El Velero, que fue regenerado por la compañía Técnica de Montaje y Construcciones Mecánicas C.T.M.C.M.C. Ltda. quién firmó contrato el 27 de abril de 2005 con Guayaquil Siglo XXI, Fundación Municipal para la Regeneración Urbana, por la adecuación de pasarela Sur, Puente El Velero – Malecón del Estero Salado, Etapa 2.
El valor de la ejecución de esta obra fue de US $ 194,193.78 más IVA, con una duración de noventa (90) días calendarios.
La provisión e instalación de iluminación del Puente El Velero – Malecón del Estero Salado, Etapa 2, fue ejecutada por la compañía Marriott S.A., contrato que fue firmado el 11 de abril de 2005 por una valor de US $ 30,319,35 más IVA, con una duración de 8 semanas.
Luego se contrató a la compañía High Lights Ilumination del Ecuador C. Ltda. el suministro de 92 luminarias empotrables tipo Walky para la pasarela peatonal del Puente El Velero – Malecón del Estero Salado, Etapa 2, firmando contrato el 16 de mayo de 2005.
Para poder cumplir con los objetivos de Regeneración Urbana, Guayaquil Siglo XXI contrató al Ing. Domingo Yépez Cárdenas como fiscalizador de la adecuación de la Pasarela Sur y la iluminación del Puente “El Velero”, quién firmó contrato el 27 de abril de 2005.